# AIM Infrarot-Module
AIM Infrarot-Module (ehemals AEG Infrarot-Module) ist ein deutsches Technologieunternehmen, spezialisiert auf Herstellung von Infrarotdetektoren, für deren Betrieb notwendige Stirling-Kältemaschinen sowie kompletten Wärmebildgeräten. AIM gehört zu den weltweit wichtigsten Unternehmen im Segment der Infrarotthermografie. Das Unternehmen wurde im Jahre 1995 als eine Abspaltung aus AEG-Telefunken gegründet. Die Geschichte der Infrarot-Sparte bei AEG-Telefunken reicht bis ins Jahr 1976. Der Firmensitz ist in Heilbronn; außerdem betreibt AIM in Ulm ein Entwicklungszentrum für integrierte Schaltkreise.
Das Militär ist der Hauptabnehmer der Produkte von AIM; die Sensoren werden unter anderem in Nachtsichtgeräte oder Suchköpfe von modernen Lenkflugkörpern eingebaut. Wie andere Unternehmen der Rüstungsindustrie wird auch AIM für das Engagement in diesem Wirtschaftszweig kritisiert. Weitere Geschäftsfelder sind Sensoren für Produktionstechnik sowie für Satelliten.

## Vorgeschichte als Teil der AEG-Telefunken
Im Jahre 1976 stieg die AEG-Telefunken in das Geschäft mit Infrarotsensoren ein. Den Start ermöglichte ein Vertrag über 25 Mio. DM mit dem Bundesministerium der Verteidigung. Texas Instruments lizenzierte die auf Quecksilber-Cadmium-Tellurid basierenden Sensoren für die sogenannten „Common-Modules“. Diese Module wurden von Zeiss-Eltro Optronic in dem Wärmebildgerät WBG-X eingebaut, welches die Bundeswehr in verschiedenen Fahrzeugen verwendete.
Mit den Common-Modules wurde AEG-Telefunken in den 1980er Jahren zum Lieferanten des US-Verteidigungsministerium. Es folgten Aufträge für Komponenten zu verschiedenen Projekten wie Navigations- und Zielsystem für Flugzeuge LANTIRN, dem Lenkwaffensystem ADATS oder dem Zielerfassungssystem TADS/PNVS für den Kampfhubschrauber Boeing AH-64.
Die in Ulm produzierten Restlichtverstärker wurden 1984 mit den in Heilbronn produzierten Infrarotsensoren in einem Fachbereich zusammengefasst. Im Jahre 1987 wurde der Fachbereich „Infrarot- und Nachtsichtkomponenten“ in „Opto- und Vakuumelektronik“ umbenannt. 490 Mitarbeiter erzielten einen Umsatz von mit 100 Mio. DM. 1988 begann eine Kooperation mit dem französischen Unternehmen Sofradir für das Infrarotzielsystem der Panzerabwehrlenkwaffe Trigat.

## Geschichte
Mit der Auflösung von AEG wurde die Infrarotsparte am 1. Januar 1996 als AEG Infrarot-Module GmbH (AIM) eigenständig. Zunächst war der AEG-Rechtsnachfolger EHG Elektroholding der alleinige Gesellschafter doch bereits im Jahre 1997 verkaufte EHG Elektroholding 50 % seiner Anteile an die Bodenseewerk Gerätetechnik BGT.
Schon 1996 begann die Entwicklung für den „Common Modules“-Nachfolger SADA (Standard Advanced Dewar Assembly) für das US-Militär. Das US-Militär war seit den Anfängen ein sehr wichtiger Kunde; so generierten die USA beispielsweise im Jahre 2006 fast die Hälfte des Umsatzes.
1997 produzierte AIM für die Aufklärungsdrohne EMT Luna erstmals ein komplettes Wärmebildgerät.
2004 fusionierte der 50%ige Eigentümer Bodenseewerk Gerätetechnik mit anderen Unternehmen zu Diehl Defence. 2005 erwarb Rheinmetall 50 Prozent an AIM Infrarot-Module von der DaimlerChryslerTochter EHG Elektroholding.
Für das Modernisierungsprogramm der Bundeswehr Infanterist der Zukunft wurde ein Wärmebildzielgerät für Handfeuerwaffen gesucht. AIM bekam 2004 den Zuschlag für die Lieferung von HuntIR- und 2007 für RangIR-Wärmebildzielgeräte.
Weitere wichtige Aufträge waren 3600 Stück Module für die Luft-Luft-Rakete IRIS-T (2005), ungekühlte Infrarotkameras für die Aufklärungsdrohne EMT Aladin (2006) oder Suchkopfdetektor für das Nahbereichsverteidigungssystem RIM-116 Rolling Airframe Missile (2016).
| Jahr | Mitarbeiter | Umsatz      |
| ---- | ----------- | ----------- |
| 1996 | 186         | 50 Mio. DM  |
| 2006 | 280         | 47 Mio. €   |
| 2016 | 280         | 47,5 Mio. € |
| 2021 | 336         | 70,6 Mio. € |

### Zusammenarbeit mit dem Fraunhofer-Institut für Angewandte Festkörperphysik
Seit den 1980er Jahren besteht eine Partnerschaft zwischen AIM und dem Fraunhofer-Institut für Angewandte Festkörperphysik (IAF). Im Jahre 2001 ging der Wissenschaftspreis des Stifterverbandes für die Deutsche Wissenschaft an Harald Schneider, Martin Walther und Joachim Fleißner vom IAF sowie ihre Projektpartner von AIM für die Entwicklung einer leistungsfähigen Thermokamera.
2006 folgte der Landesforschungspreis Baden-Württemberg an die Forschergruppe um Martin Walther vom IAF. Das Team hat gemeinsam mit AIM den weltweit ersten zweifarbigen Infrarot-Detektorchip entwickelt. Dieser Detektor solle beim Flugkörperwarner MIRAS (Multicolor Infrared Alerting Sensor) des militärischen Transportflugzeug A400M zum Einsatz kommen.

### Sensoren für Satelliten
Ab den 2000er Jahren entwickelten sich Weltraumprojekte zu einem wichtigen Standbein von AIM. 2008 bekam AIM den Auftrag für die Sensoren des südkoreanischen Erdbeobachtungssatellit KOMPSat 3A, gefolgt ein Jahr später vom deutschen Erdbeobachtungssatellit EnMAP. Es folgten weitere Aufträge, 2013 für Sentinel-3 und 2017 für KompSAT 7.